# Harald Voetmann
Harald Voetmann Christiansen (f. 1978) er en dansk forfatter og oversætter. Han er uddannet fra Forfatterskolen 1999. Han var i en periode medredaktør på tidsskriftet Ildfisken.

## Udgivelser
- Kapricer, Arena/Lindhardt og Ringhof, 2000
- Autoharuspeksi, Lindhardt og Ringhof, 2002
- Teutoburger, Lindhardt og Ringhof, 2005
- En alt andet end proper tilstand, Gyldendal, 2008
- Vågen, Gyldendal, 2010
- Kødet letter, Gyldendal, 2012, ISBN 978-87-02-12160-5
- Alt under månen, Gyldendal, 2014, ISBN 978-87-02-15794-9
- Syner og fristelser, Gyldendal, 2015
- Tingtale, Kroppedal Museum, 2017
- Amduat. En iltmaskine, Gyldendal, 2018
- H.C. Andersens Quarantaine-Dagbog, Gyldendal, 2020
- Parasitbreve, Gyldendal, 2022
- Hetærebreve, Gyldendal, 2022
- Sotades' kiste, Gyldendal, 2023
- Lysmesse, Gyldendal, 2025, ISBN 9788702434897

## Hæder
- Vågen blev indstillet til Nordisk Råds Litteraturpris, Kritikerprisen og Montanaprisen 2011. Den er udkommet i Ungarn og Serbien.
- Alt under månen modtog Kritikerprisen 2014 og blev kåret som en af foråret 2014's bedste bøger af Statens Kunstfonds Legatudvalg for Litteratur.[1]
- Otto Gelsted-prisen 2014
- Frit Flet-prisen 2023

## Oversættelser
- Plinius den Ældre: Om mennesker og dyr, Basilisk, 2008
- Petronius: Satyricon, Gyldendal, 2009
- Mary Maclanes fortælling, Basilisk, 2013
- Sulpicia: en romersk digter, Gyldendal, 2016
- Juvenal: Vreden skriver digtet, Basilisk, 2020
- Catul, Gyldendal, 2023